# Myriophyllum coronatum
Myriophyllum coronatum är en slingeväxtart som beskrevs av Van der Meijden. Myriophyllum coronatum ingår i släktet slingor, och familjen slingeväxter. Inga underarter finns listade i Catalogue of Life.